# Văn Sơn, Lạc Sơn
Văn Sơn là một xã thuộc huyện Lạc Sơn, tỉnh Hòa Bình, Việt Nam.
Xã Văn Sơn có diện tích 17,43 km², dân số năm 1999 là 3876 người, mật độ dân số đạt 222 người/km².